# 아시르 이드리스 토후국
아시르 이드리스 토후국(아랍어: الإمارة الإدريسية)은 20세기 아라비아 반도의 작은 땅에 자리잡고 있던 국가였다. 이 토후국은 지금 사우디아라비아의 남서쪽에 위치한 지잔과 아시르 지역에 있었다. 토후국의 권역은 티하마 지방의 좁고 가는 땅 80 마일(130km)과, 아시르 고지대의 비탈까지 40마일(64km) 뻗어있었고, 사비야를 수도로, 지잔과 미디를 항구로 삼았다.

## 역사
20세기 초 이 지역을 다스리던 오스만 제국의 통치력이 약해진 혼란기에 무함마드 이븐 알리 알-이드리시가 자신의 증조부인 아흐마드 이븐 이드리스 알-파시의 가르침을 설파하며 1908년 자신을 영적 지도자인 이맘으로 선포하고 많은 지역 부족들의 지지를 얻었다. 이후 이들은 반란군을 이루어 오스만군을 몰아내고 사실상 독립 상태를 얻게 된다. 1차 세계 대전 당시에는 오스만 제국과 싸우던 대영 제국의 지원을 받았고, 이때 영토를 더 확장하고 1916년 공식적인 독립을 선포했다. 1916년에는 내륙 지역에서 상아시르 셰이크국이 독립을 선포했다가 1920년 멸망했다.
그러나 북쪽의 헤자즈와 남쪽의 예멘의 위협으로 아시르의 독립성은 위협을 받기 시작했고, 이 와중에 1923년 무함마드 이븐 알-이드리시가 사망하였다. 이후 두 아들 간에 후계 다툼이 일어났다가 사이드 알리 이븐 무함마드 알-이드리시 알-하사니가 에미르로 즉위했으나 어린 나이와 낮은 정통성으로 권력을 행사하지 못하다가 1926년 삼촌 사이드 알-하산 이븐 알리 알-이드리시 알-하사니가 왕위를 차지했다. 이후 예멘 및 사우디와 충돌이 이어져 서서히 영토를 빼앗기다가 1934년 타이프 조약에 따라 사우디 왕국에 완전히 합병되었다.
아시르 이드리스 토후국의 지도
- 1872년 ~ 1915년
- 1915년 ~ 1916년
- 1916년 ~ 1923년
- 1923년 ~ 1934년